# 아니타 크라보스
아니타 크라보스(Anita Kravos, 1974년 1월 1일 ~ )는 이탈리아의 배우이다.

## 출연 작품
- 여자라는 이름으로 (2018)
- 임퍼펙트 에이지 (2017)
- 새디스트 (2017)
- 그레이트 뷰티 (2013)
- 그 여름의 정사 (2012)
- 이탈리안 무비스 (2012)
- 키프 유어 헤드 업 (2009)
- 그림자로 살다 (2006)